# 泥隱龍屬
泥隱龍屬（學名：Glishades）是鳥腳亚目鴨嘴龍超科恐龍的一屬，生存於白堊紀晚期的北美洲。正模標本（編號AMNH 27414）是兩個部分前上頜骨，發現於美國蒙大拿州的雙麥迪遜組（Two Medicine Formation）。在2010年，Albert Prieto-Márquez將這些化石進行敘述、命名。模式種
是艾瑞克森泥隱龍（G. ericksoni）。屬名意為「隱藏在泥濘中」。根據命名研究裡的親緣分支分類法分析，泥隱龍屬於鴨嘴龍超科，但不屬於更衍化的鴨嘴龍科，可能是巴克龍的姊妹分類單元。